# Proprioseiopsis tubulus
Proprioseiopsis tubulus är en spindeldjursart som först beskrevs av Muma 1965.  Proprioseiopsis tubulus ingår i släktet Proprioseiopsis och familjen Phytoseiidae. Inga underarter finns listade i Catalogue of Life.